# بکمورز
بکمورز (انگلیسی: Blackmores)  شرکت صنایع غذایی استرالیایی است، که در سال ۱۹۳۰ تأسیس شد.